# Trichodesma sordida
Trichodesma sordida är en skalbaggsart som beskrevs av Horn 1894. Trichodesma sordida ingår i släktet Trichodesma och familjen trägnagare. Inga underarter finns listade i Catalogue of Life.